# NGC 4691
NGC 4691 ist eine aktive Linsenförmige Galaxie mit ausgedehnten Sternentstehungsgebieten vom Hubble-Typ SB0-a im Sternbild Jungfrau nördlich der Ekliptik. Sie ist schätzungsweise 45 Millionen Lichtjahre von der Milchstraße entfernt und hat einen Durchmesser von etwa 40.000 Lichtjahren.
Im selben Himmelsareal befinden sich u. a. die Galaxien NGC 4684 und NGC 4720.
Die Typ-Ib-Supernova SN 1997X wurde hier beobachtet.
Das Objekt wurde am 17. April 1784 von Wilhelm Herschel mit einem 18,7-Zoll-Spiegelteleskop entdeckt, der sie mit „pF, pL, E, r“ beschrieb.